# 保安藏族乡
保安藏族乡（藏語：པའོ་ཨན་བོད་རིགས་ཞང་།，威利转写：pa'o an bod rigs zhang，羅馬化：bo nga），是中华人民共和国四川省凉山彝族自治州越西县下辖的一个乡镇级行政单位。

## 行政区划
保安藏族乡下辖以下地区：
平原村、犁花村和保安村。